# Atlas linguistique méditerranéen
L’Atlas linguistique méditerranéen (Atlante linguistico mediterraneo en italien, ALM en sigle) est un projet d’atlas linguistique conçu en 1937 par Mirko Deanović, et débuté par une équipe internationale en 1956. Son bulletin est publié de 1959 à 1993 ; une nouvelle série est publiée à partir de 2021.
Les transcriptions phonétique de 850 termes de maritime et de pêche dans les langues côtières de la mer Méditerranée ont été collectés de 1959 à 1972 dans 165 villages côtiers.